# Бронзова скульптура

Атлет з Фано (між 4-м і 2-м століттями до н. е.) — бронзова скульптура стародавньої Греції, що збереглася під водою.

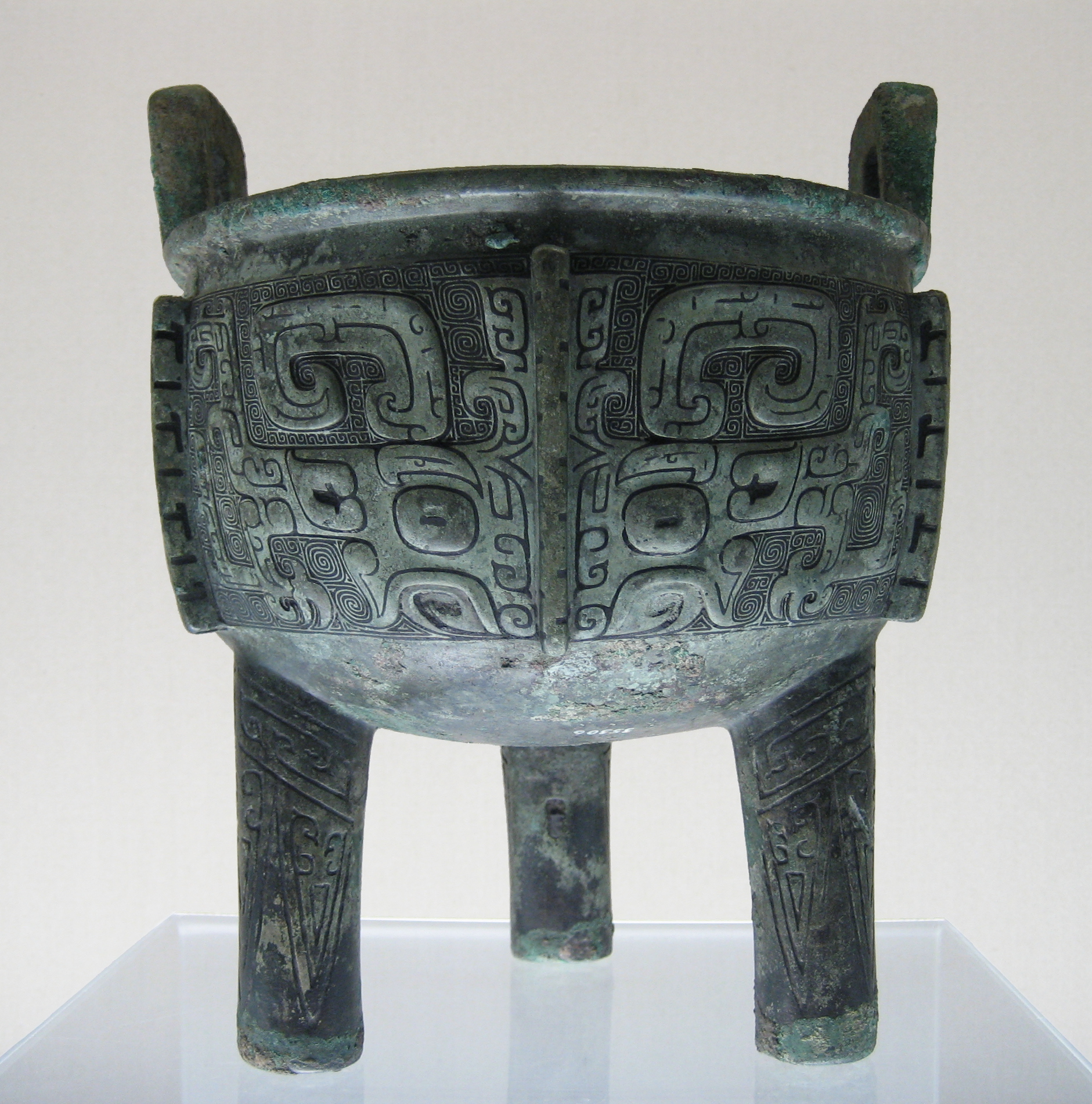
Китайська ритуальна бронза, пізній Шан дін.

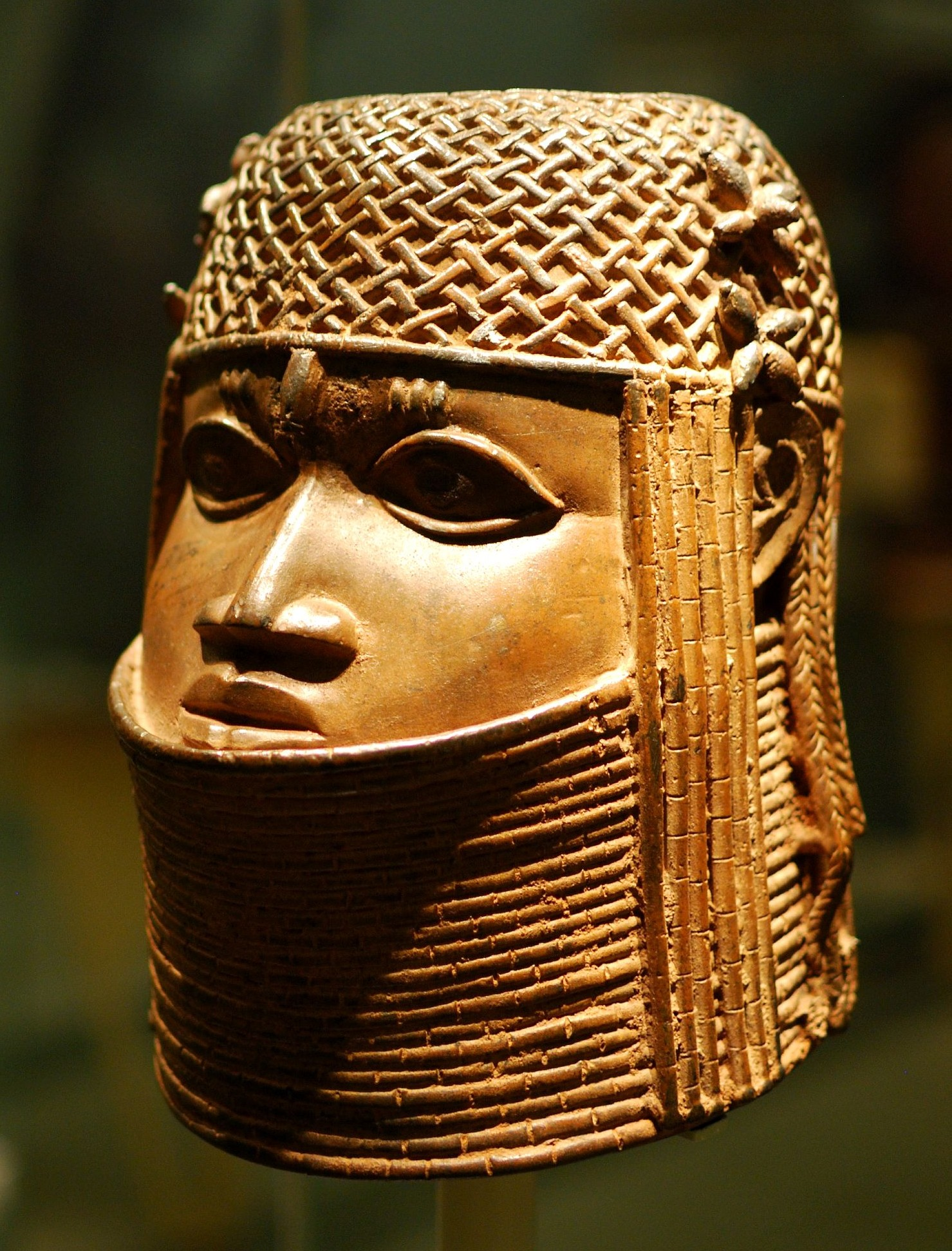
Бенінська бронза жіночої голови.

Бронза найпопулярніший метал для лиття металевих скульптур; литу бронзову скульптуру інколи називають просто «бронза». Її можна використовувати для статуй, окремо або в групах, рельєфів, невеликих фігурок і статуеток, а також бронзових елементів для встановлення на інші предмети, наприклад меблі. Інколи її золочать, щоб отримати позолочену бронзу або ормолу.
Звичайні бронзові сплави мають незвичайну й корисну властивість злегка розширюватися безпосередньо перед застиганням, таким чином заповнюючи найтонші деталі форми. Потім, коли бронза охолоне, вона трохи стискається, що полегшує її відокремлення від форми. Їх міцність і пластичність (відсутність крихкості) є перевагою при створенні фігур у позах дії, особливо у порівнянні з різними керамічними або кам'яними матеріалами (наприклад, мармуровою скульптурою). Ці якості дозволяють створювати розширені фігури або фігури, які мають невеликі поперечні перерізи на своїй опорі, наприклад кінні статуї.
Але цінність бронзи для інших цілей, окрім виготовлення статуй, є невигідною для збереження скульптур; збереглося небагато великих стародавніх бронзових скульптур, оскільки багато було переплавлено для виготовлення зброї чи боєприпасів під час війни або для створення нових скульптур на честь переможців. Натомість набагато більше кам'яних і керамічних виробів збереглося протягом століть, хоча б у фрагментах. В багатьох країнах публічні бронзові пам'ятники стають здобиччю мисливців за кольоровими металами через цінність бронзи.

## Матеріал
Існує багато різних сплавів бронзи. Як правило, сучасна бронза складається з 88 % міді та 12 % олова. Альфа-бронза складається з альфа-твердого розчину олова в міді. Альфа-бронзові сплави з 4-5 % олова використовуються для виготовлення монет й низки механічних застосувань. Історичні бронзи дуже різноманітні за складом, оскільки більшість металістів, ймовірно, використовували будь-який брухт, який був під рукою; метал англійського глостерського свічника XII століття — бронза, що містить суміш міді, цинку, олова, свинцю, нікелю, заліза, сурми, миш'яку з надзвичайно великою кількістю срібла – між 22,5 % в основі і 5,76 % в сковороді під свічкою. Пропорції цієї суміші можуть припустити, що свічник був зроблений зі скарбу старих монет. Бенінські бронзові вироби дійсно латунні, а романська купіль у церкві Святого Варфоломія в Льєжі описується як бронза та латунь.
За бронзової доби зазвичай використовувалися дві форми бронзи: «класична бронза», приблизно 10 % олова, використовувалася для лиття; і «м'яку бронзу», приблизно 6 % олова, вибивали зі зливків для виготовлення листів. Холодну зброю в основному відливали з класичної бронзи, а шоломи та обладунки з м'якої бронзи. Згідно з одним визначенням, сучасна «статуарна бронза» складається з 90 % міді та 10 % олова.

## Історія

### Антична бронзова скульптура

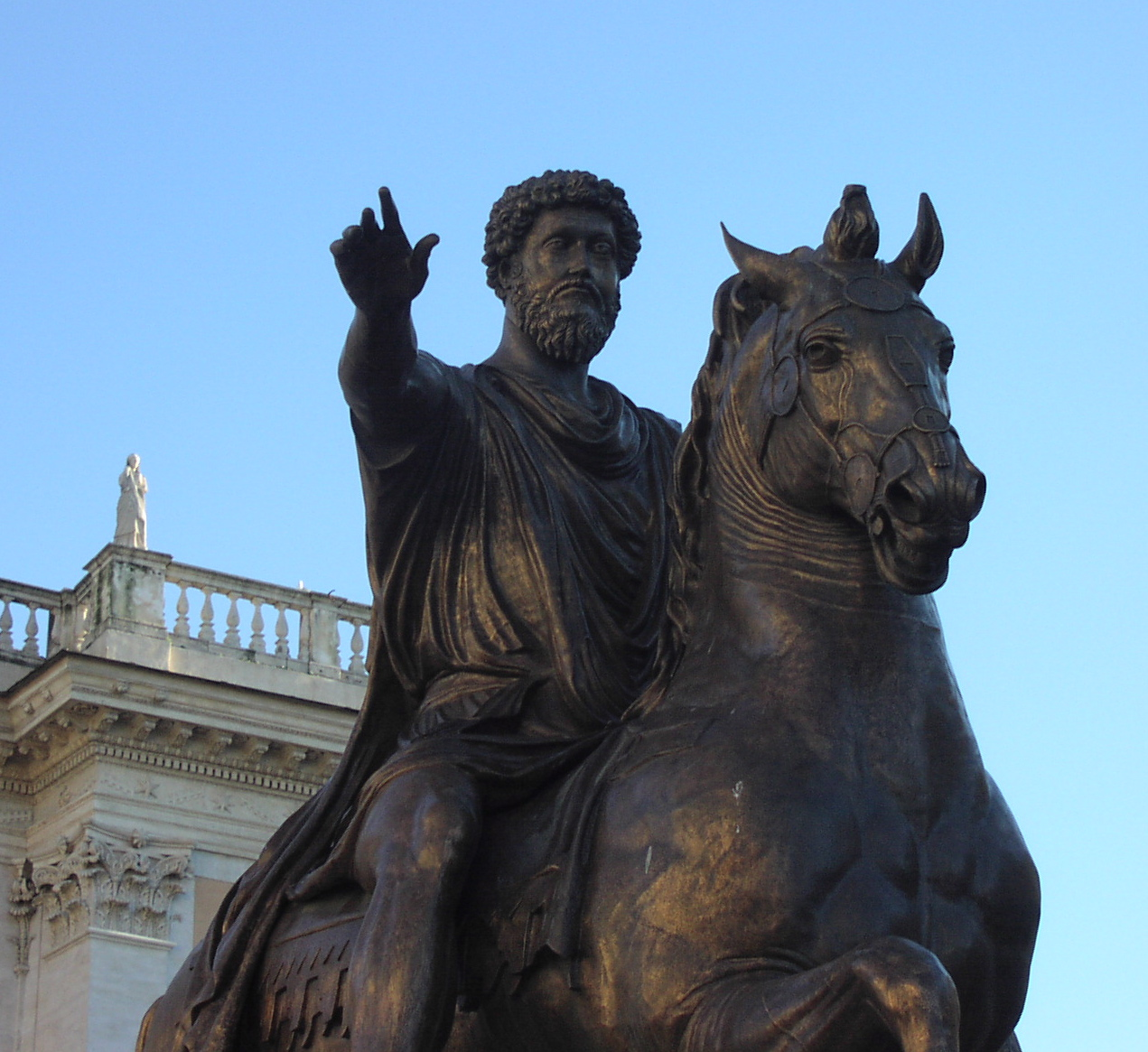
Кінний монумент Марку Аврелію на Капітолії, 2005

З історичних документів відомо, що стародавні греки деякій час надавали перевагу скульптурам з бронзи. Розвинена на ту добу технологія їх виготовлення дозволяла ставити скульптури в грецьких храмах як богам грецького пантеону чи міфічним героям, так і реальним спортсменам — переможцям священних ігор. Коли захоплену Грецію перетворили на чергову римську провінцію, знайдені бронзові скульптури масово вивозили у Римську імперію. В добу середньовіччя знайдені бронзові скульптури в Греції та в провінціях Римської імперії переплавляли на метал задля виготовлення зброї. Бо середньовічна Європа постійно або воювала, або готувалася до війни, що підштовхувало винаходи та технічний прогрес європейської цивілізації.
В середньовічному Римі випадково збереглася лише монументальна бронзова фігура імператора Марка Аврелія верхи. Християнський на той час Рим помилково вважав скульптуру — монументом імператору Костянтину, що вперше затвердив за християнством статус державної релігії. Так помилка сприяла збереженню монументу на століття. В XVI столітті скульптор Мікеланджело Буонарротті використав фігуру як візуальний центр площі на римському Капітолії.
Дрібні бронзові фігури знаходили під час варварські проведених розкопок. В Італії античні бронзи стали предметом колекціонування з доби Відродження. Привабливість античних бронз була такою великою, що в Італії XVI ст. відновили технологію їх виготовлення. Розпочалося як копіювання античних оригіналів, так і виготовлення підробок на античний манер. Ними уславився флорентійський скульптор Сімоне Б'янко, що працював у Венеції. Про нього мимохідь згадував Джорджо Вазарі в своїх «Життєписах». Сімоне Б'янко навіть підписи на скульптурах робив грецькою мовою. Другий скульптор — отримав прізвисько Антіко за прихильність до стилістики античних скульптур.

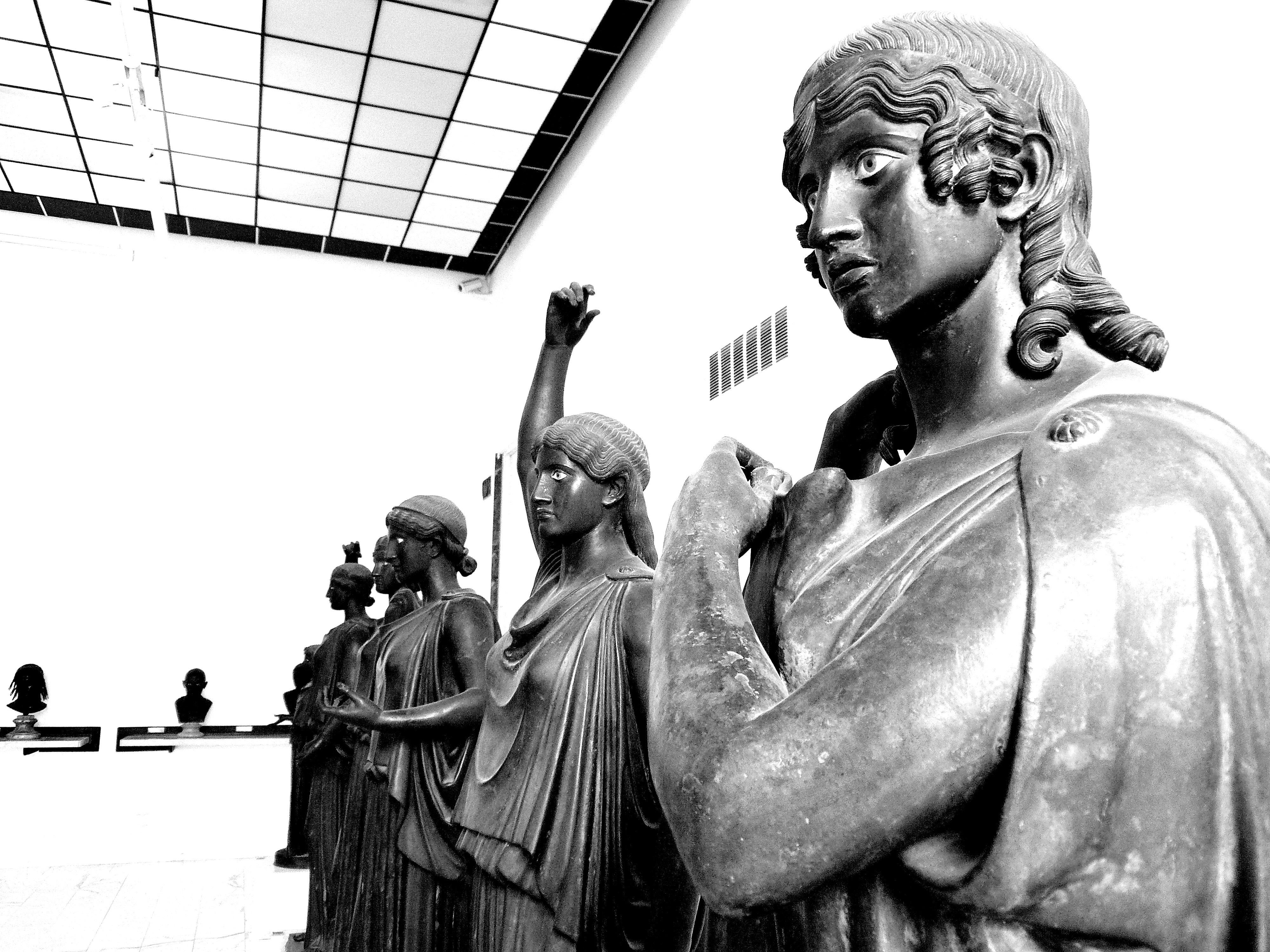
П'ять жіночих фігур з саду вілли Папірусів, Геркуланум. Національний археологічний музей (Неаполь)

У XVIII столітті розпочалися систематичні розкопки в давньоримських містах Помпеї та Геркулануму, що загинули від виверження вулкану Везувій. Розкопки і дали перші значні пам'ятки бронзових скульптур доби античності в якісних копіях чи оригіналах («Танцюючий фавн», з будинку Фавна та ін.) Розкопки в Греції в XIX—XX ст. дали уламки бронз вже на територіях самої Греції. У XX столітті отримала розвиток підводна археологія, що дала унікальну можливість знайдення та вивчення оригіналів античних бронз, мало пошкоджених через особливі умови перебування артефактів (голова філософа з Антикітерського корабля, Зевс з мису Артемисіон 1926 р. знаходження, фігура Афіни, знайдена в морі біля Пірея у 1959 р. тощо.) Свій снесок дають і розкопки на суходолі (бронзова скульптура Геракла з Малої Азії, портретне погруддя цариці Динамії, шолом з кургану Мірзи Кекуватського, юнак з кіфарою в збірці музею Ермітаж).

## Галерея

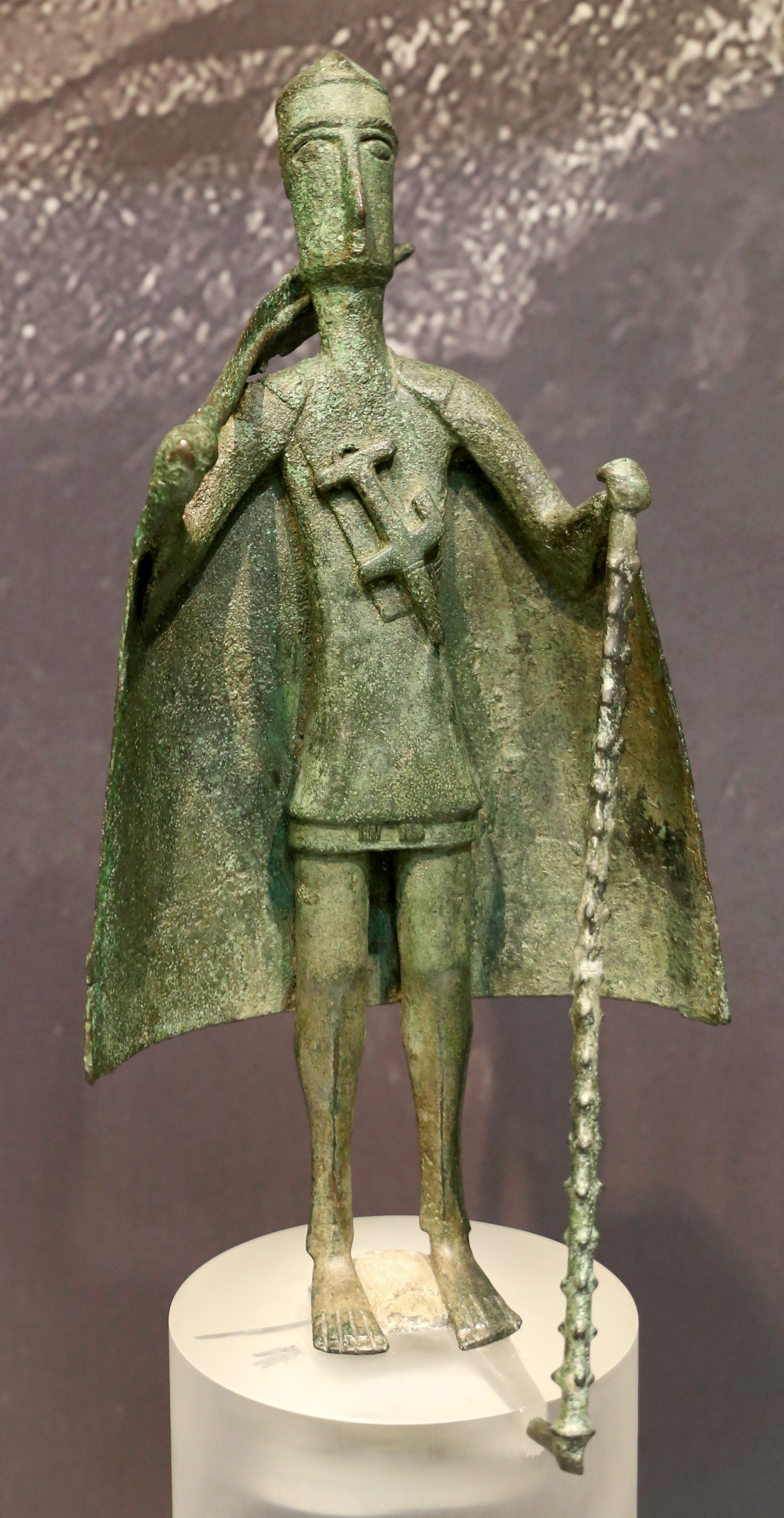
Нурагічна бронзова статуетка з Сардинії залізного віку, зараз знаходиться в Національному археологічному музеї, Кальярі .
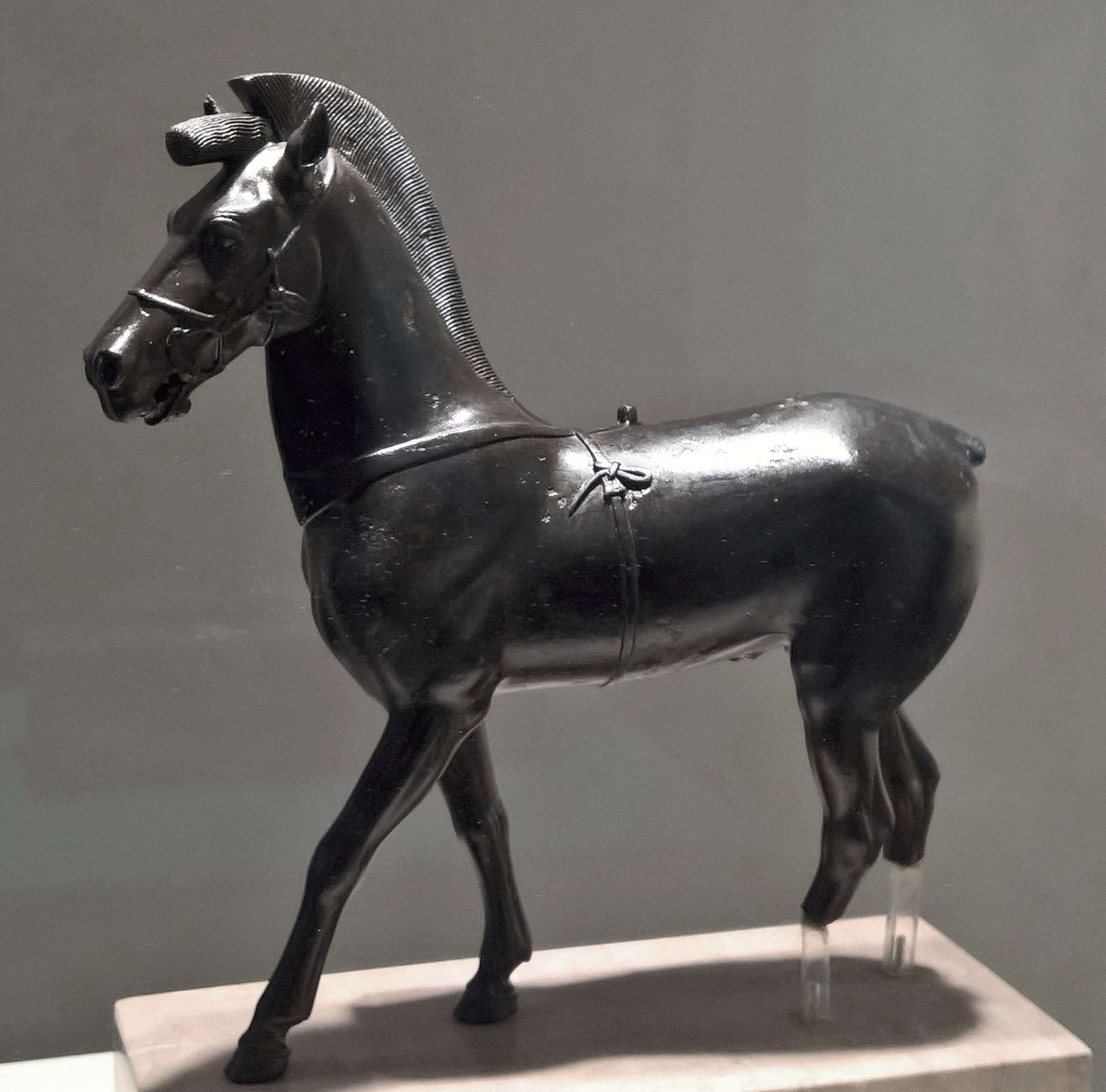
Бронзова статуетка коня, суцільнолита, початок V ст. до н.е., Аргівська майстерня.
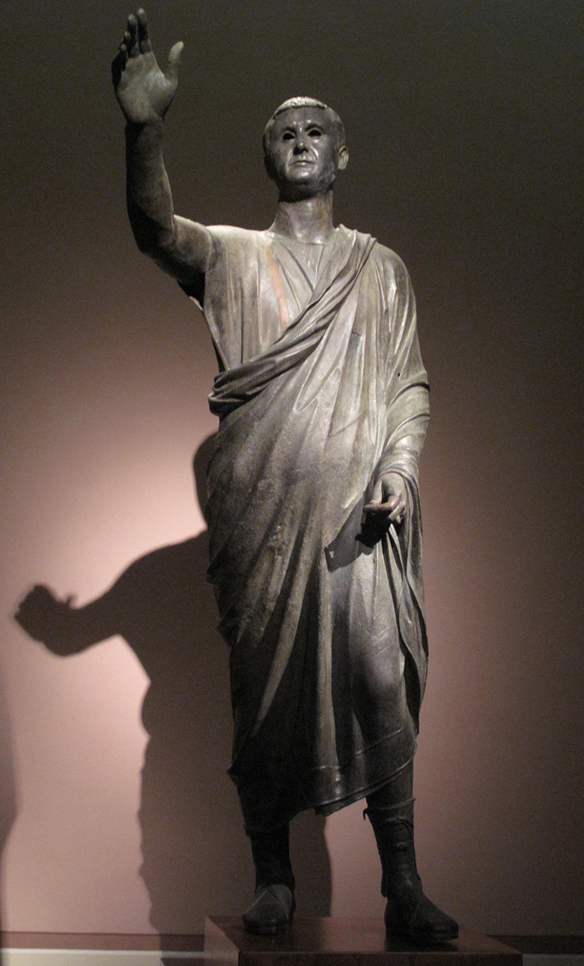
Оратор, прибл. 100 BC, етруско-римська бронзова статуя, що зображує Ауле Метеле (лат. Aulus Metellus), етруського чоловіка в римській тозі, який займається риторикою ; на статуї є напис етруським алфавітом
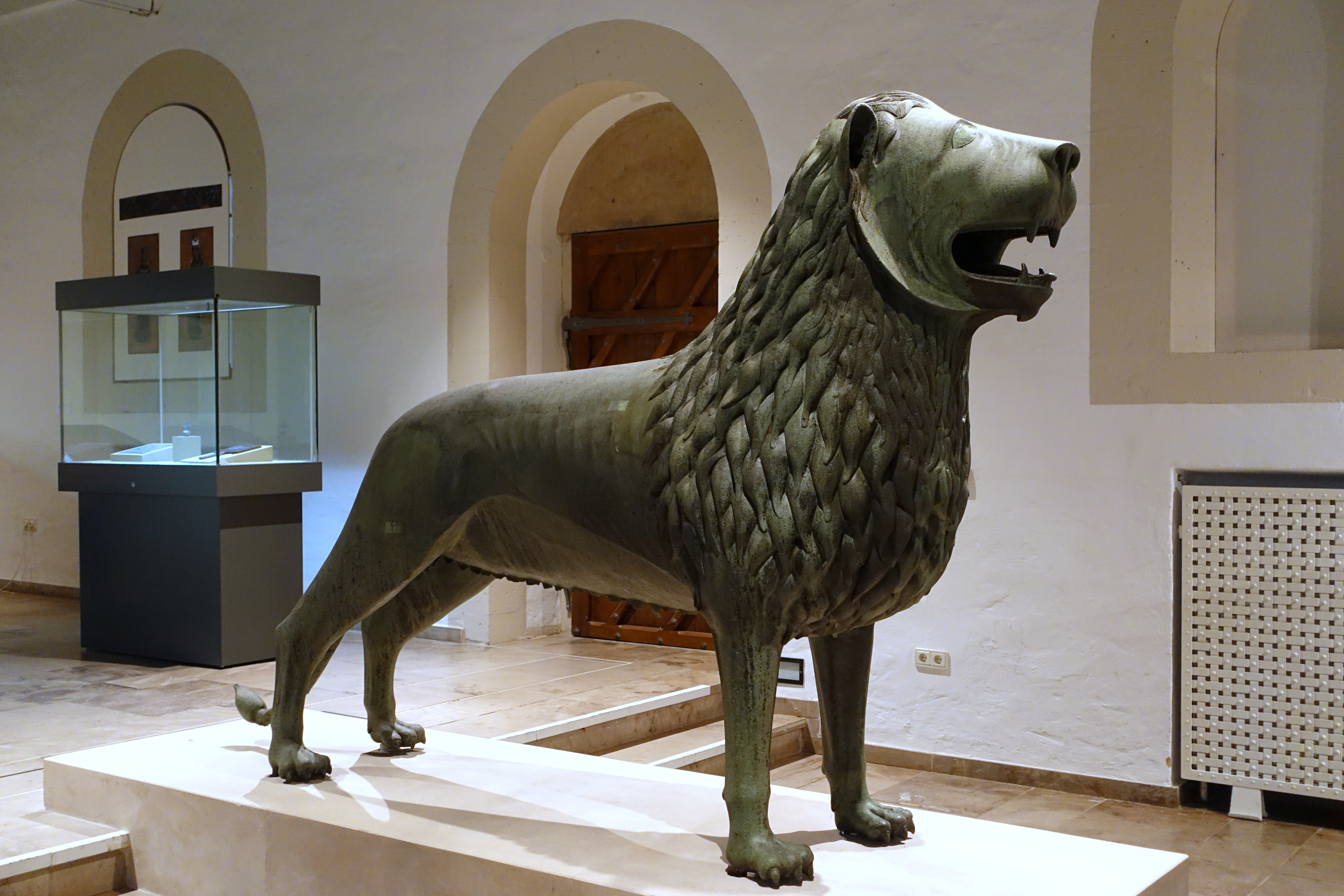
Брауншвейгський лев, прибл. 1166, Брауншвейг, Німеччина
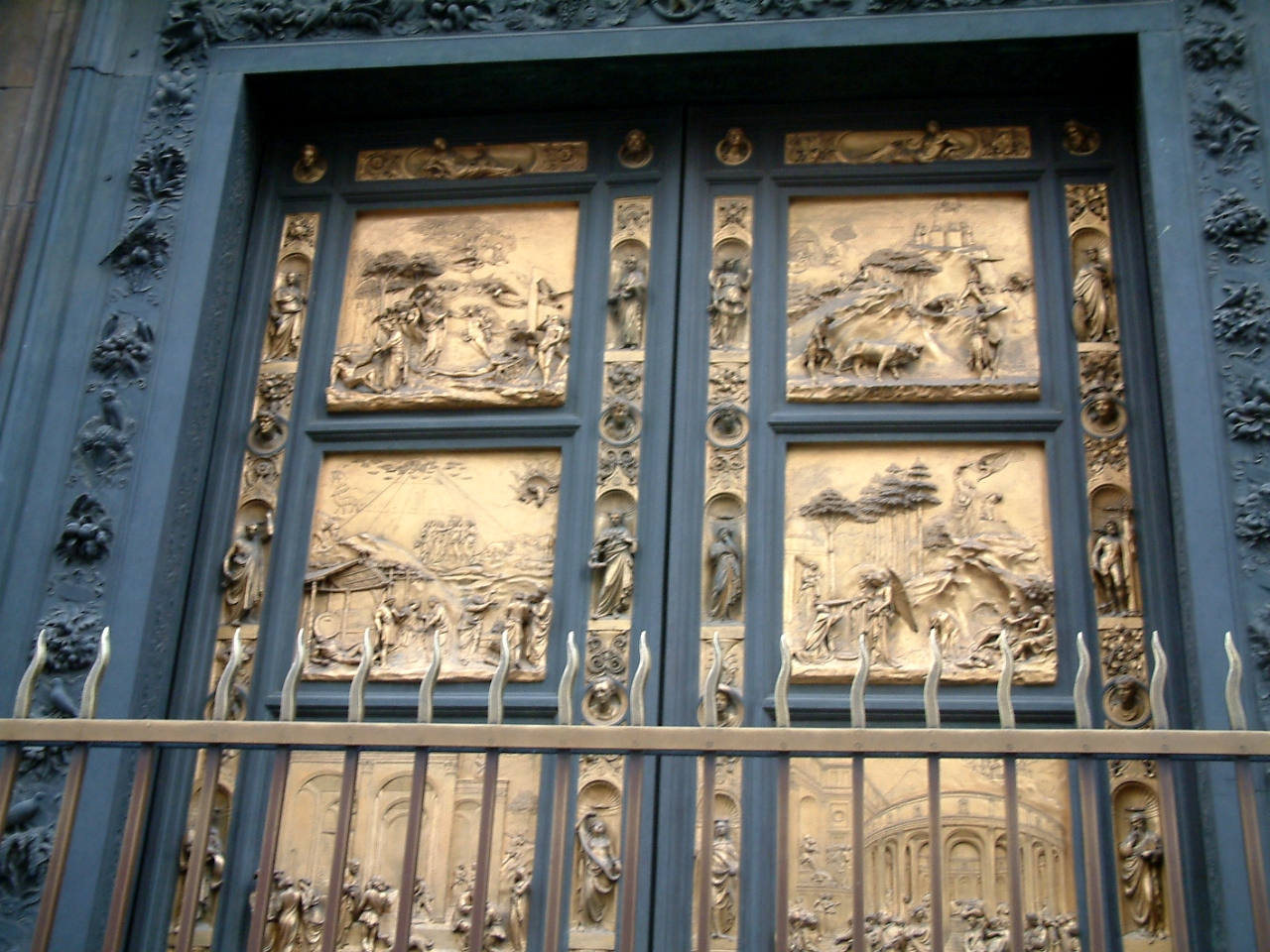
Позолочені бронзові двері баптистерію Флорентійського собору (Лоренцо Гіберті, 1401–22).
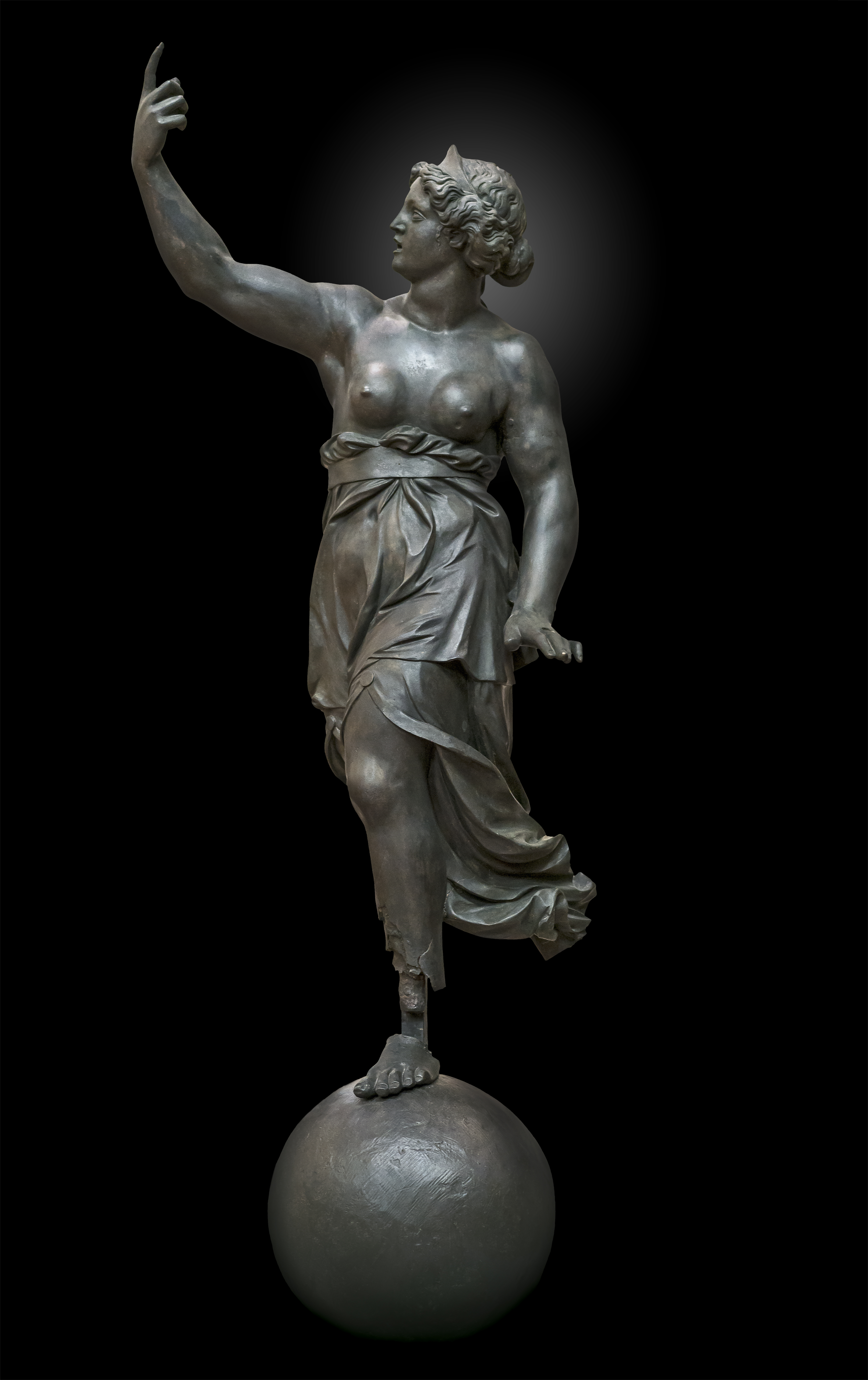
Леді Толос, Жан Рансі, 1544-50, Тулуза, Франція
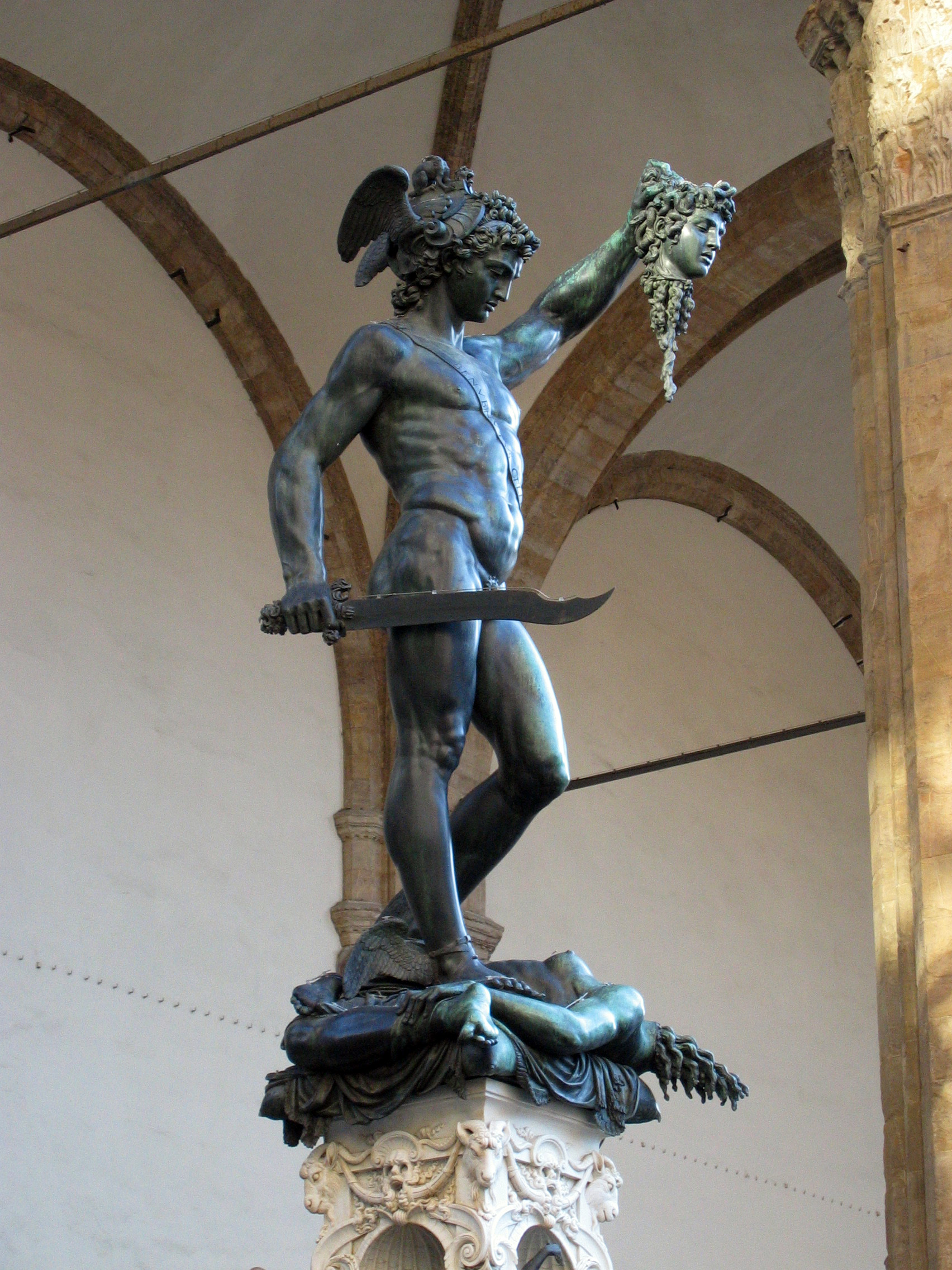
Персей з головою Медузи, Бенвенуто Челліні, 1545–54, у Лоджії Ланці на площі Синьйорії у Флоренції, Італія (після очищення статуї)
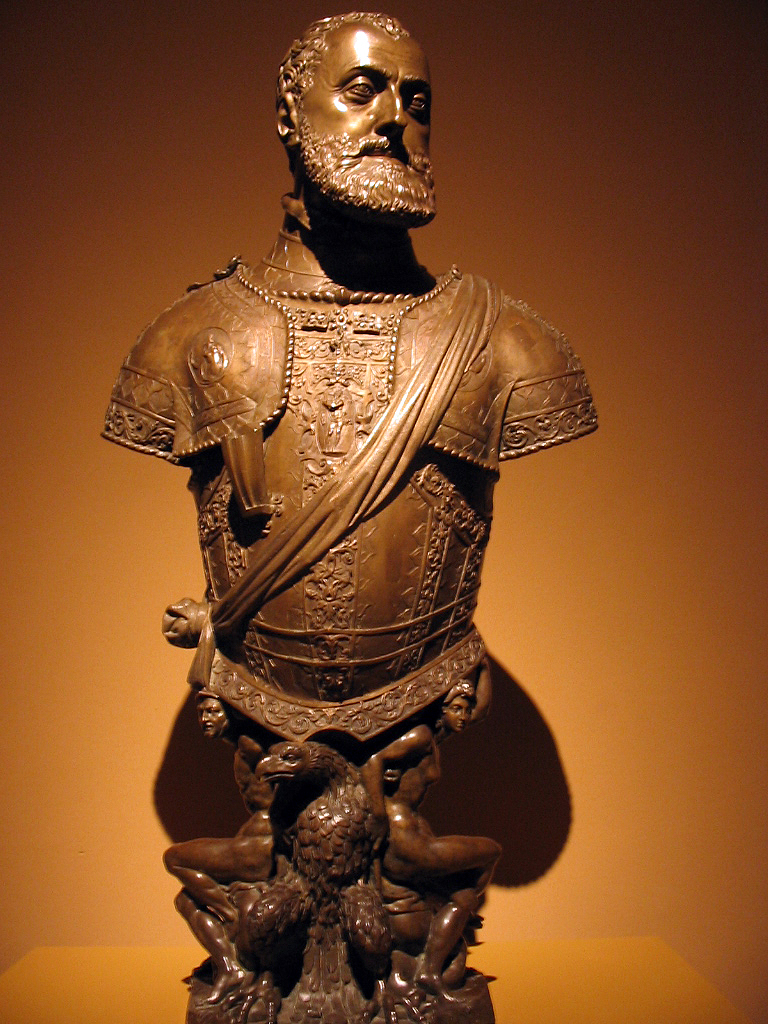
Карл V, імператор Священної Римської імперії, Леоне Леоні, середина 16 століття
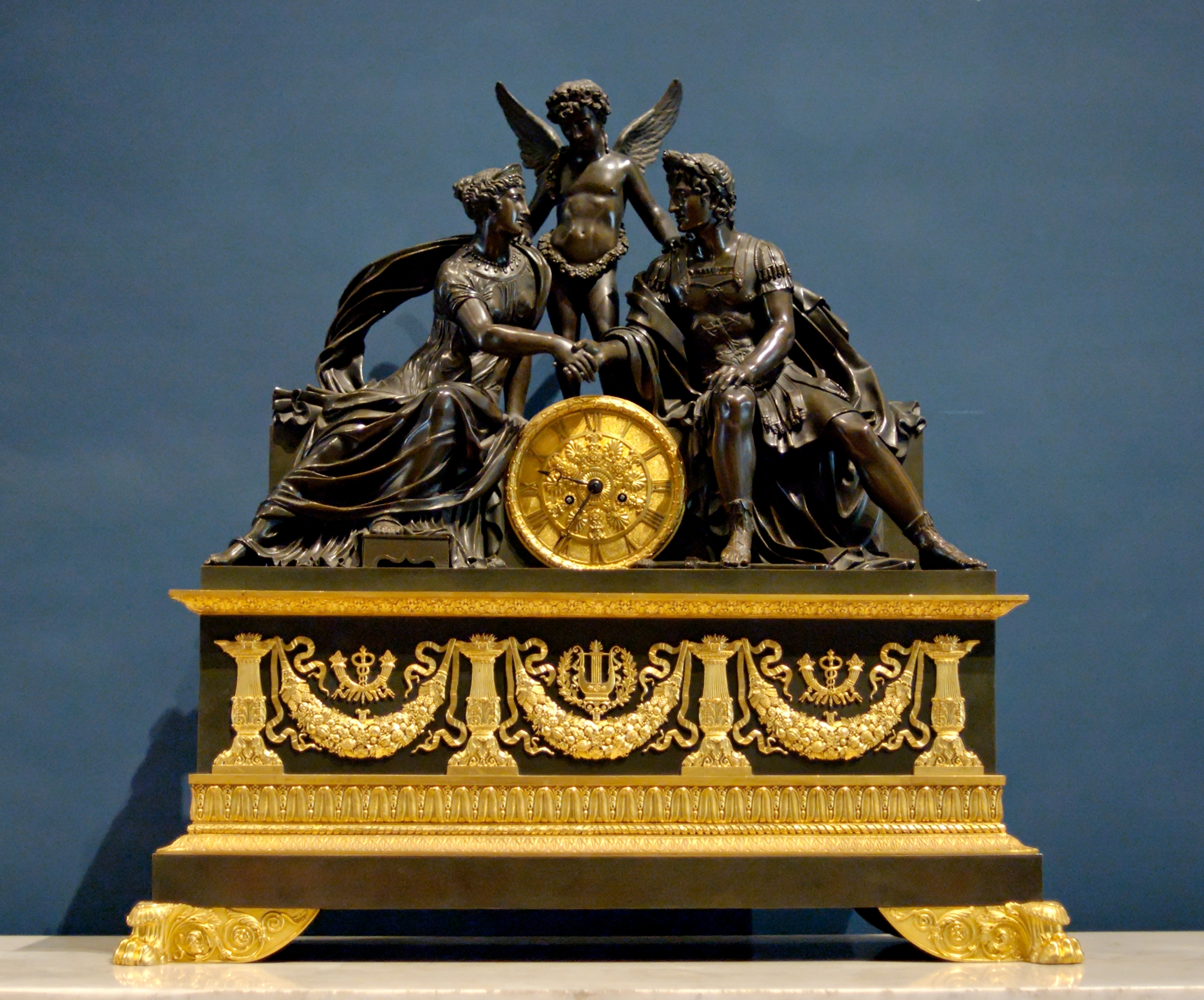
Патинований бронзовий (угорі) та ормолу (внизу) годинник у стилі ампір, бл. 1810, П'єр-Філіп Томір
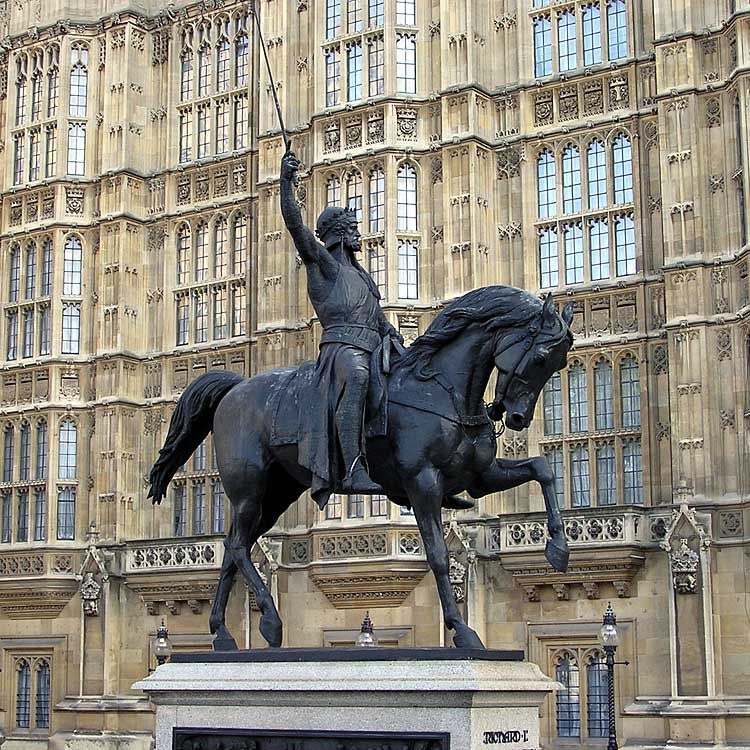
Річард Левове Серце ( Карло Марочетті, 1860), біля Вестмінстерського палацу в Лондоні, Англія
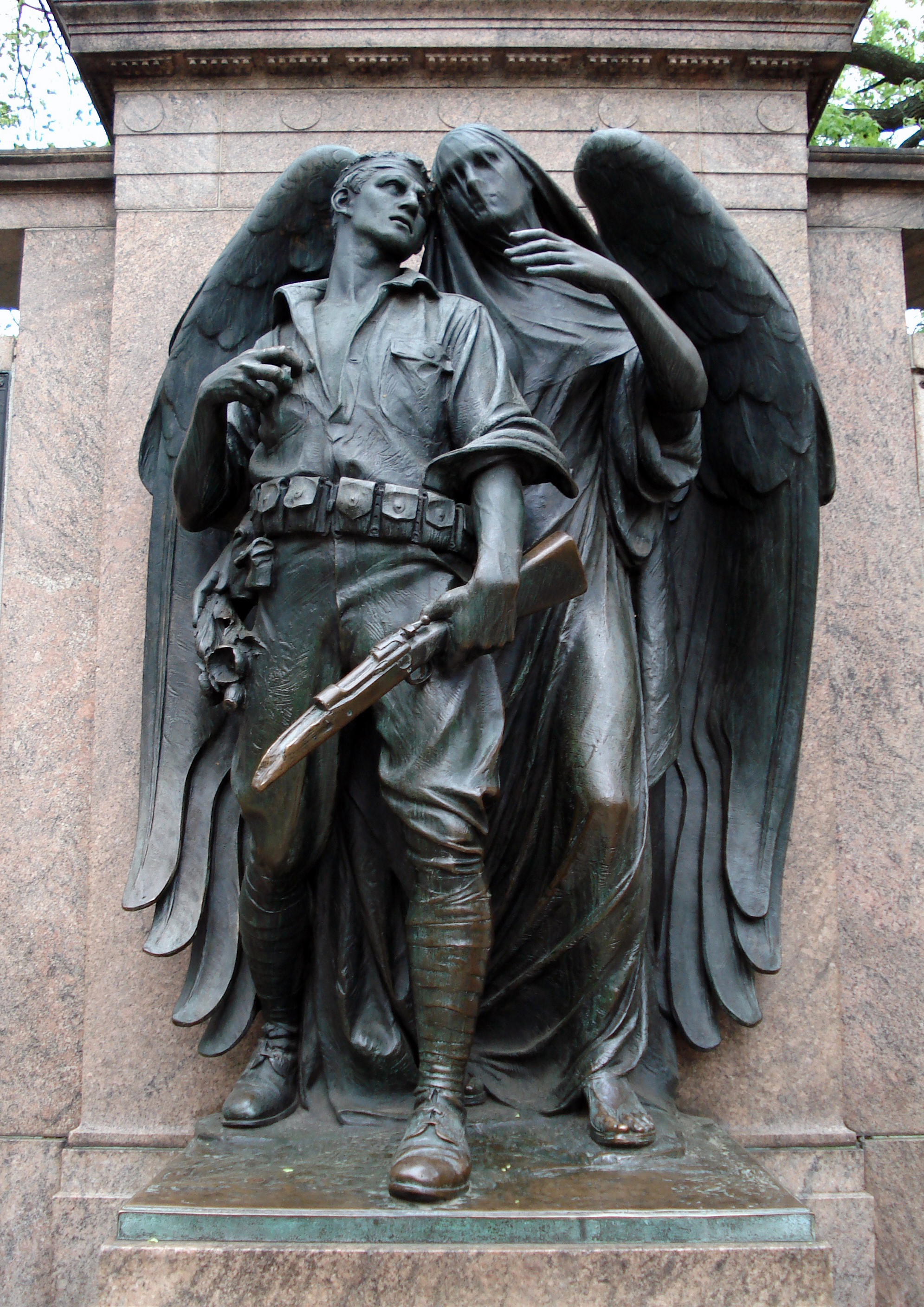
Військовий меморіал Проспект-Парк, Август Люкман, 1921 рік, Проспект-Парк, Бруклін
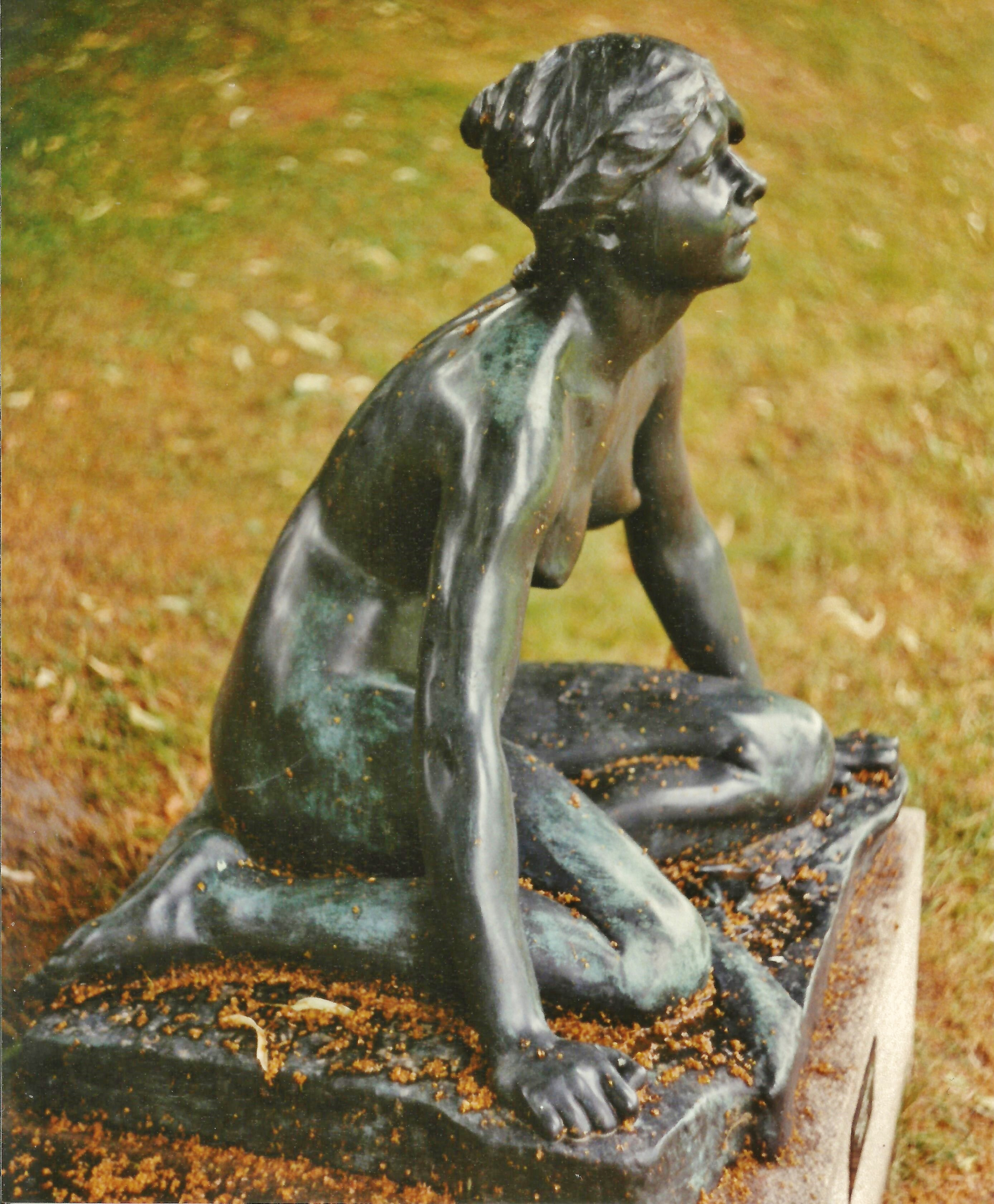
Ґродан (Жаба), Париж 1889, художник Пер Гассельберг . Відлито в бронзі 1957 року для парку Роттнерос поблизу Сунне у Вермланді, Швеція
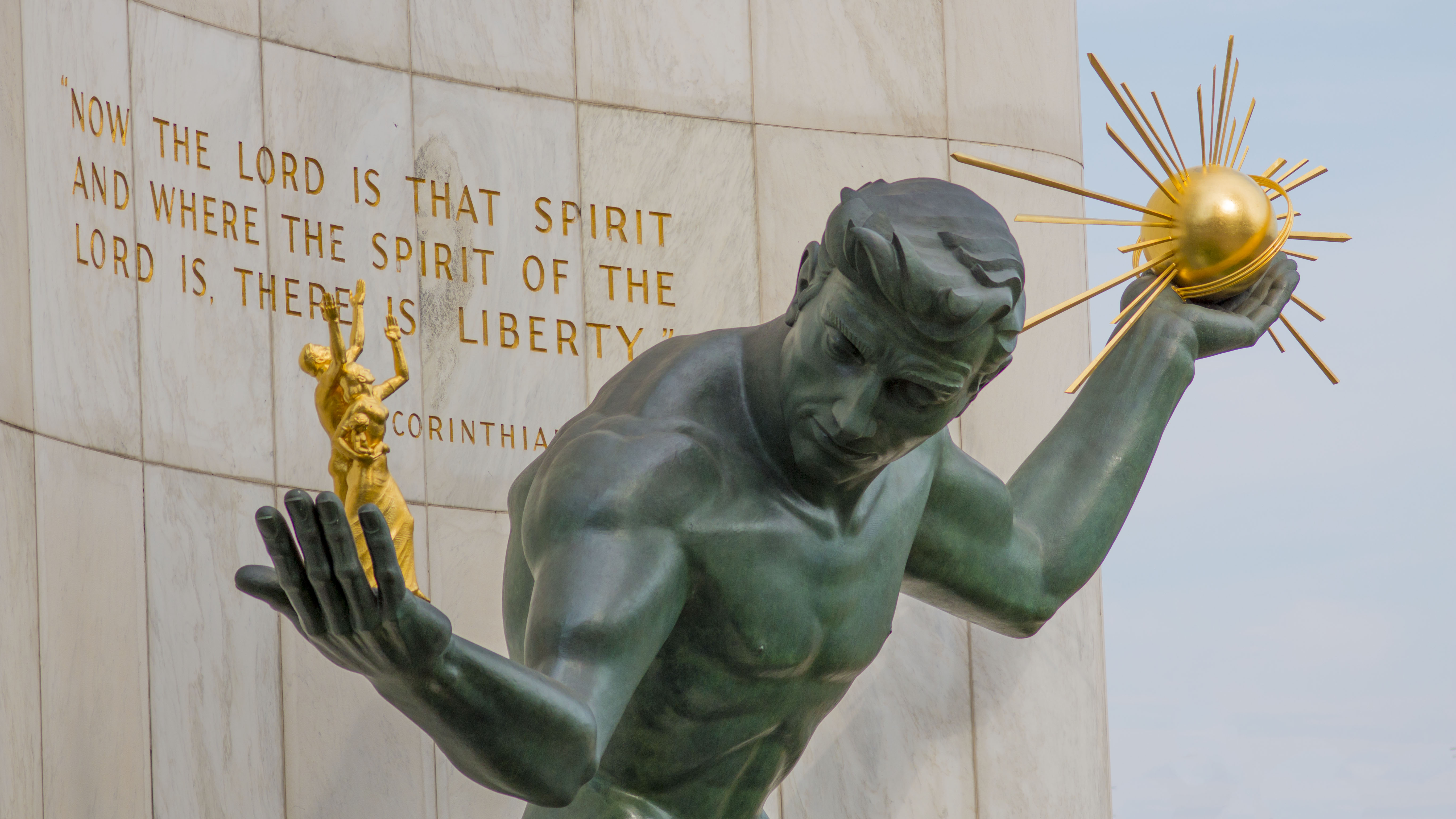
Дух Детройта, Маршалл Фредерікс, 1958, Детройт, Мічиган, Сполучені Штати
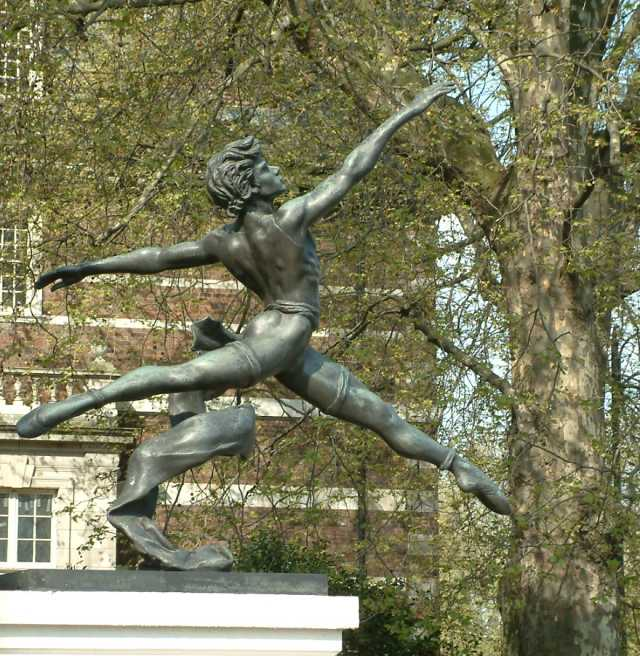
Jeté, Enzo Plazzotta, 1975, Millbank у Вестмінстері, Англія, ілюструє можливості матеріалу
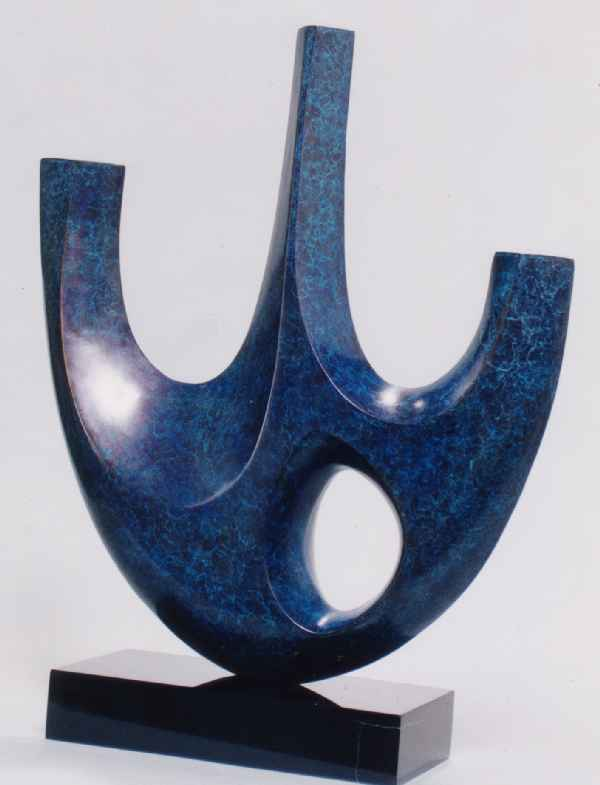
«Баланс» Девіда Аскалона показує, як реактивні хімікати, нанесені на метал, створюють мармурову синю поверхню